# Súper 6 Sprint Series 2022
El Súper 6 Sprint Series 2022 fue la primera edición del torneo profesional de rugby de Escocia.

## Desarrollo
| Pos. | Equipo            | Encuentros | Encuentros | Encuentros | Encuentros | Tantos | Tantos | Tantos | PB | PB | Puntos |
| Pos. | Equipo            | PJ         | PG         | PE         | PP         | F      | C      | Dif    | BO | BD | Puntos |
| ---- | ----------------- | ---------- | ---------- | ---------- | ---------- | ------ | ------ | ------ | -- | -- | ------ |
| 1.º  | Watsonians        | 7          | 7          | 0          | 0          | 181    | 135    | +46    | 3  | 0  | 31     |
| 2.º  | Stirling County   | 7          | 4          | 0          | 3          | 199    | 163    | +36    | 4  | 3  | 23     |
| 3.º  | Ayrshire Bulls    | 7          | 3          | 0          | 4          | 198    | 156    | +42    | 5  | 3  | 20     |
| 4.º  | Heriot's Rugby    | 7          | 3          | 0          | 4          | 197    | 173    | +24    | 4  | 2  | 18     |
| 5.º  | Boroughmuir Bears | 7          | 3          | 0          | 4          | 140    | 170    | -30    | 4  | 1  | 17     |
| 6.º  | Southern Knights  | 7          | 1          | 0          | 6          | 115    | 233    | -118   | 1  | 0  | 5      |

|  | Campeón |

### Campeón
| Bandera de Escocia |
| Campeón Watsonians |
| Primer título      |